# Рондад
Ронда́д (ронда́т, от фр. rondade) — вид акробатического переворота c поворотом на 180° вокруг продольной оси. В акробатике наиболее распространён рондат — боковой переворот с поворотом во второй половине элемента (при броске с рук на ноги). В художественной гимнастике, цирковом искусстве применяются другие виды рондатов. В основном, применяется как динамический элемент, когда надо развернуться (например, для фляка) без потери скорости.